# Aethiothemis bequaerti
Aethiothemis bequaerti – gatunek ważki z rodziny ważkowatych (Libellulidae). Występuje w Afryce Subsaharyjskiej.